# Сальнель
Сальне́ль (фр. Sallenelles) — коммуна во Франции, находится в регионе Нижняя Нормандия. Департамент коммуны — Кальвадос. Входит в состав кантона Кабур. Округ коммуны — Кан.
Код INSEE коммуны — 14665.

## Население
Население коммуны на 2010 год составляло 282 человека.
| 1962 | 1968 | 1975 | 1982 | 1990 | 1999 | 2010 |
| ---- | ---- | ---- | ---- | ---- | ---- | ---- |
| 257  | 306  | 314  | 290  | 240  | 293  | 282  |

## Экономика
В 2010 году среди 186 человек трудоспособного возраста (15—64 лет) 151 были экономически активными, 35 — неактивными (показатель активности — 81,2 %, в 1999 году было 69,4 %). Из 151 активных жителей работали 134 человека (68 мужчин и 66 женщин), безработных было 17 (10 мужчин и 7 женщин). Среди 35 неактивных 10 человек были учениками или студентами, 16 — пенсионерами, 9 были неактивными по другим причинам.